# Carlos Toro Montoro
Carlos Toro Montoro (Madrid, 1946), es un periodista deportivo especialista en atletismo y ciclismo; y compositor musical español.

## Biografía
Carlos Toro Montoro es hijo de Carlos Toro Gallego y Angelita Montoro, quien fue indultado al final de la Guerra Civil Española, pero, a causa de su continuado involucramiento con "una estructura clandestina del PCE" pasó catorce años en la cárcel. Era militante del Partido Comunista de España (PCE), y alcanzó a ser comisario de la 2.ª división del Ejército Popular de la República.
Con veinte o veintiún años comenzó siendo cantautor, cantando en un par de festivales. También fue telonero de Joan Manuel Serrat en Madrid y cantó en un grupo. Posteriormente estudió Ciencias Políticas, Publicidad y Periodismo.

### Trayectoria periodística
En 1985 comenzó a colabrar en Diario16, donde cubrió los Juegos Olímpicos de Seúl 1988. De ahí pasó a El Mundo, siendo del grupo inicial de periodistas del periódico. Es uno de los mejores especialistas en atletismo y ciclismo. Escribe en una columna fija desde hace años. Hace seguimiento de mundiales, europeos, el Tour y competiciones de todo tipo de deportes. También escribe crónicas, columnas, obituarios, temas de música, y de defensa.

### Trayectoria musical
Su carrera comenzó haciendo adaptaciones al español de temas de Demis Roussos o Al Bano y luego comenzó a escribir temas originales.
Se hizo socio de la Sociedad General de Autores y Editores (SGAE) a los diecinueve-veinte años, siendo uno de los autores vivos más veteranos y con más obra.
Es autor de la letra de la canción 'Resistiré' popularizada por el Dúo Dinámico, con música de Manuel de la Calva. Al parecer, la idea original de la canción se debe a Manuel de la Calva, quien viendo una aparición en televisión de Camilo José Cela, éste al término de una entrevista dijo 'El que resiste, gana'. Se le ocurrió que podía ser una buena canción y habló con Carlos Toro, quien se puso manos a la obra y creó el tema.
Carlos Toro lamenta que esto haya sucedido en estas circunstancias, pero aun así le parece precioso que 'Resistiré' esté ayudando a tantos españoles a sobrellevar estos momentos. El autor se enorgullece de que la canción se haya convertido en España en el grito de la resistencia contra el coronavirus que entonan miles de ciudadanos con independencia de su sexo, ideología o religión, en un himno de supervivencia, para resistir a la pandemia de COVID-19 y ayude a tanta gente dándole esperanza.
Toro fue el primer compositor que llevó el rap y que introdujo la palabra «sexo» en el festival de Eurovisión. Escribió el tema «Hombres» con el que Eva Santamaría conquistó el decimoprimer puesto en 1993 en Millstreet, Irlanda.
Ha compuesto más de 1.300 temas escritos, ochocientos publicados y trescientas adaptaciones, entre otras, las letras ‘Desesperada’  para la cantante Marta Sánchez, ‘Mamá quiero ser artista’, para Concha Velasco, 'Si te vas' para Paloma San Basilio o 'Yo no soy esa mujer' para Paulina Rubio, 'un toque de misterio' de Ricardo Montaner, o la sintonía de “Campeones” (“Oliver y Benji" en español, debido al éxito de la sintonía).

## Obras
Entre sus trabajos principales destacan: 
- Charles Aznavour, (Ediciones Júcar, 1986).[15]
- Caldera de pasiones, (Ediciones Temas de Hoy, 1996).[16]
- Sydney 2000: el deporte español hacia el siglo XXI, (Quiroga & Hierro, 2003) (fotografías, Julio Martínez, Carlos Martínez, Agencia EFE;).